# طب نووي

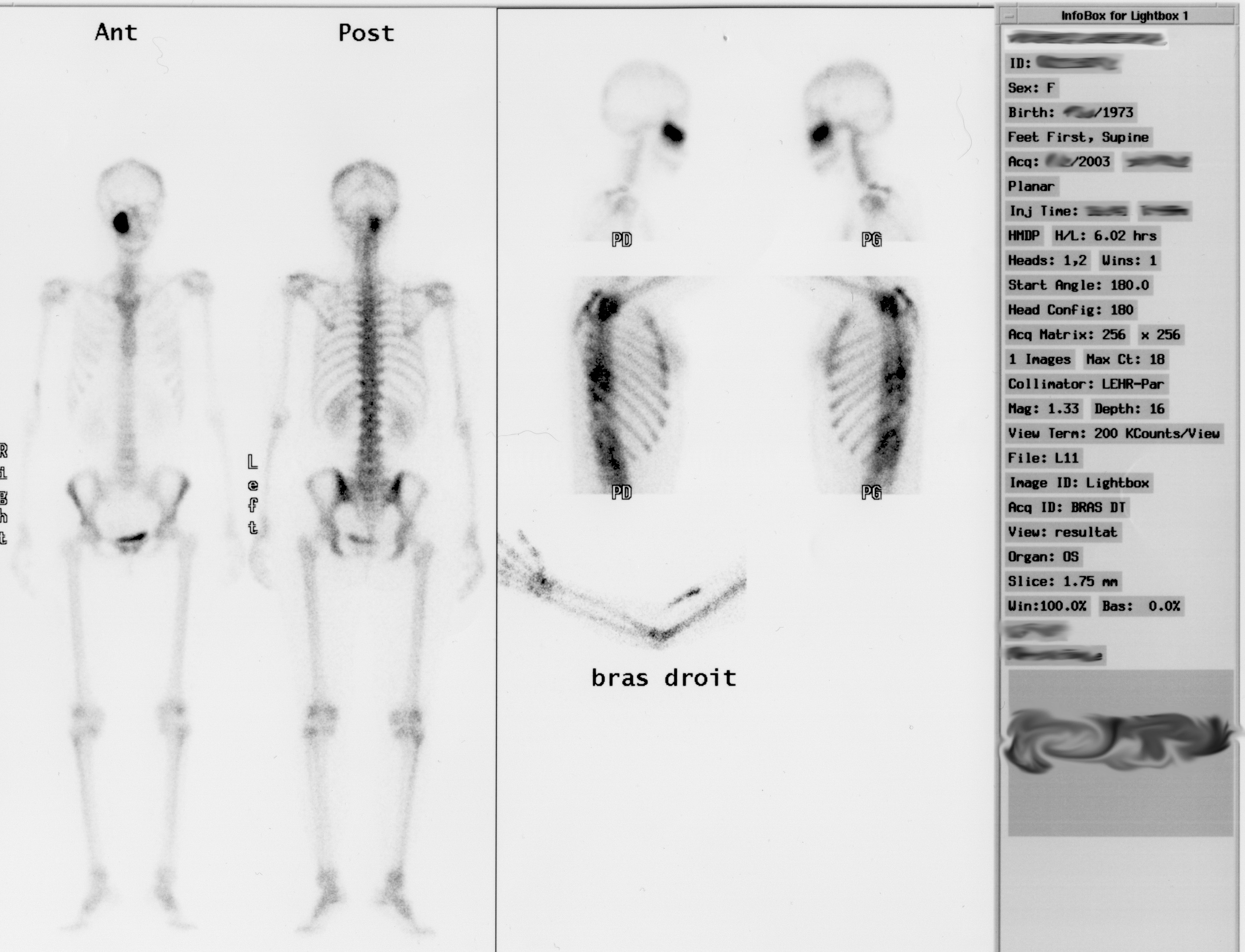
صورة وَمَضانِيّة لعظام مرأة

الطب النَوَوِي، أو علم النوكليولوجيا، هو تخصص طبي يتضمن تطبيق المواد المشعة في تشخيص الأمراض وعلاجها. يُعتبر التصوير النووي، من جهة ما، تصويرًا إشعاعيًا معكوسًا، لأنه يسجل الإشعاع المنبعث من داخل الجسم بدلاً من الإشعاع الذي يمر عبر الجسم من مصادر خارجية مثل مولدات الأشعة السينية. بالإضافة إلى ذلك، تختلف فحوصات الطب النووي عن التصوير الإشعاعي حيث أن التركيز يكون على وظائف الجسم وليس على تصوير التشريح. ولهذا السبب، يُعتبر وسيلة تصوير فيزيولوجية. يعتبر التصوير المقطعي المحوسب بإصدار الفوتون الفردي والتصوير المقطعي بالإصدار البوزيتروني من أكثر وسائل التصوير شيوعًا في الطب النووي.

## التصوير التشخيصي للطب النووي
التصوير في الطب النووي، المواد المشعة تؤخذ داخليا، على سبيل المثال عن طريق الوريد أو شفويا. ثم تقوم كاشفات الخارجية (كاميرات غاما) بالتقاط الصور من الاشعاعات المنبعثة من المواد المشعة. هذه العملية هي على عكس الأشعة التشخيصية حيث الإشعاع الخارجي يتم تمريرها من خلال الجسم على شكل صورة. قد يشارأيضا في الطب النووي والتصوير إلى النويدات المشعة أو التصوير scintigraphy النووية.
تختلف التجارب النووية الطبية عن غيرها من معظم طرق التصوير في اختبارات تشخيصية.حيث أنها تظهر وظيفة فسيولوجية لنظام يجري التحقق منه بدلا من الصور التشريحية التقليدية مثل CT أو التصوير بالرنين المغناطيسي. دراسات الطب النووي والتصوير عموما أكثر تخصصا في الاعضاء أو أنسجة معينة (مثلا: فحص الرئتين والقلب المسح، مسح العظام، فحص للدماغ، وغيرها) من تلك الطرق التقليدية في التصوير الاشعاعي، والتي تركز على مقطع معين من الجسم (على سبيل المثال: اكس على الصدر السينية والبطن / أشعة مقطعية على الحوض، أشعة مقطعية على الرأس، إلخ). بالإضافة إلى ذلك، هناك دراسات الطب النووي التي تسمح للتصوير الجسم كله على أساس المستقبلات الخلوية أو وظائف معينة. الأمثلة على الجسم كله فحصPET OR PET/CT ، فحص خلايا الدم البيضاء بالأشعة، وفحص "MIBG" و"Octreotide".
في بعض المراكز، لا يمكن فرضه باستخدام الاشعة والطب النووي ولكن يمكن باستخدام البرمجيات أو الكاميرات الهجينة، على الصورمثل CT أو التصوير بالرنين المغناطيسي لتسليط الضوء على جزء من الجسم الذي تتركز فيه المادة الاشعاعية. هذه الممارسة هي غالبا ما يشار إلى اندماج الصورة أو المشاركة في التسجيل، على سبيل المثال SPECT / CT وتصوير المقطعي المجسم. انصهار تقنية اندماج التصوير في الطب النووي يوفر معلومات حول تشريح وظيفة، والذي من شأنه أن يكون خلاف ذلك غير متوفرة، أو يتطلب إجراء مزيد من الاجراءات أو الجراحة. في كثير من الأحيان تستطيع دراسات الطب النووي تحديد المشاكل الطبية في مرحلة سابقة من أختبارات تشخيصية أخرى. [1]
بعض أختبارات تشخيصية في مجال الطب النووي تستطيع استغلال الطريقة التي يتعامل الجسم بها مع المواد المختلفة عندما يكون هناك مرض أو أمراض حالية. والنويدات المشعة التي أدخلت على الجسم وغالبا ما تكون كيميائيا منضما إلى أعمال معقدة داخل الجسم، وهذا هو المعروف باسم العنصر المتتبع. في وجود المرض يستطيع في كثير من الأحيان العنصر المتتبع الانتشار في جميع أنحاء الجسم أو معالجتها بشكل مختلف. على سبيل المثال، the ligand methylene-diphosphonate (MDP) يمكن تناولها بشكل تفضيلي من العظام. من خلال إرفاق تكنيتيوم - 99m كيميائيا، يمكن للنشاط الإشعاعي أن تنقل إلى العظام عبر هيدروكسيباتيت للتصوير. أي وظيفة فسيولوجية زائدة، مثل كسر في العظام، وعادة ما يعني زيادة في تركيز العنصر المتتبع. هذه النتائج في كثير من الأحيان تظهر في المناطق 'الساخنة' وهو ما يمثل زيادة التنسيق في اذاعة التراكم، أو زيادة عامة في الراديو وتراكم في جميع أنحاء النظام الفسيولوجية. بعض الأمراضتنتج من عملية استبعاد التتبع، مما أدى إلى ظهور 'البقعة الباردة'. الكثير من المواد المشعة المعقدة طورت من أجل تصوير أو لعلاج العديد من الاعضاء المختلفة، الغدد، والعمليات الفيزيولوجية.
من الإجراءات التشخيصية المتبعة في الطب النووي تحديد كمية الإشعاع حتى أبقى ضمن حدود آمنة ويتبع ALARA (إلى أدنى حد معقول يمكن تحقيقها) من حيث المبدأ. وتتفاوت جرعة الإشعاع في التصوير في الطب النووي تفاوتا كبيرا تبعا لنوع الدراسة. وفعالية جرعة الإشعاع يمكن أن تكون أقل من أو متوافقة مع الجرعة السنوية للإشعاع. كما يمكن أن يكون في طائفة أعلى من جرعة الإشعاع من البطن / الحوض باستخدام الاشعة المقطعية. [2]
في الطب النووي بعض الإجراءات الاستثنائية تتطلب إعداد المريض، قبل هذه الدراسة، للحصول على النتيجة أكثر دقة. استعدادات ما قبل التصوير ويمكن أن تشمل إعداد الغذائية أو حجب بعض الأدوية. ويتم تشجيع المرضى على التشاور مع قسم الطب النووي قبل أن تفحص
التشخيص في الطب النووي والتصوير ===
التصوير في الطب النووي، المواد المشعة تؤخذ داخليا، على سبيل المثال عن طريق الوريد أو شفويا. ثم تقوم كاشفات الخارجية (كاميرات غاما) بالتقاط الصور من الاشعاعات المنبعثة من المواد المشعة. هذه العملية هي على عكس الأشعة التشخيصية حيث الإشعاع الخارجي يتم تمريرها من خلال الجسم على شكل صورة. في الطب النووي والتصوير يمكن أيضا أن يشار إلى النويدات المشعة التصوير scintigraphy النووية.
تختلف التجارب النووية عن غيرها من معظم طرق التصوير في اختبارات تشخيصية أنها تظهر في المقام الأول وظيفة فسيولوجية لنظام يجري التحقق منه بدلا من الصور التشريحية التقليدية مثل CT أو التصوير بالرنين المغناطيسي. دراسات الطب النووي والتصوير عموما تهتم أكثر باعضاء أو أنسجة معينة (مثلا: فحص الرئتين والقلب المسح، مسح العظام، فحص للدماغ، وغيرها) من تلك التقليدية في التصوير الشعاعي، والتي تركز على مقطع معين من الجسم (على سبيل المثال: اكس على الصدر السينية والبطن / الحوض الاشعة المقطعية، رئيس الاشعة المقطعية، الخ). بالإضافة إلى ذلك، هناك دراسات الطب النووي التي تسمح للتصوير الجسم كله على أساس المستقبلات الخلوية أو وظائف معينة. الأمثلة على الجسم كله فحص PET or PET/CT، خلايا الدم البيضاء بالاشعة، وفحص MIBG وOctreotide.

### الطب النووي والعلاج
العلاج في الطب النووي والعلاج الإشعاعي تاخذ الجرعة داخليا (على سبيل المثال عن طريق الوريد أو عن طريق الفم الطرق) بدلا من مصدر خارجي للإشعاع.
والمواد المشعة المستعملة في الطب النووي والعلاج تبعث الإشعاعات المؤينة والتي تسافر مسافة قصيرة فقط، وبالتالي تقلل الآثار الجانبية غير المرغوب فيها، والأضرار التي لحقت بالاعضاء غير ذو علاقة أو هياكل مجاورة. معظم علاجات الطب النووي لا يمكن أن تؤديها العيادات الخارجية حيث أن هناك تأثيرات جانبية قليلة من العلاج، والتعرض للإشعاع لعامة الناس يمكن أن تظل ضمن حدود آمنة. تشمل علاجات الطب النووي المشتركة 131I - يوديد الصوديوم لفرط نشاط الدرق وسرطان الغدة الدرقية، الإيتريوم - 90 - ibritumomab tiuxetan (Zevalin) واليود - 131 - tositumomab (Bexxar) لورم الغدد اللمفاوية الحرارية، 131 - MIBG الأول (metaiodobenzylguanidine) للاورام الغدد الصم العصبية، والمسكنة ألم العظام المعاملة مع ساماريوم - 153 أو سترونتيوم - 89. في بعض المراكز في قسم الطب النووي يمكن أيضا استخدام النظائر عن طريق زرع كبسولات (العلاج الإشعاعي الموضعي) لعلاج السرطان.
معظم علاجات الطب النووي سيتطلب أيضا مناسبة المريض التحضير المسبق لتلقي العلاج. ولذلك، يوصى بالتشاور مع قسم الطب النووي قبل العلاج.

### الطب الجزيئي
في المستقبل، قد تكون معروفة بالطب النووي والطب الجزيئي. كما فهمنا من العمليات البيولوجية في خلايا الكائنات الحية يتوسع، مجسات محددة يمكن وضعها للسماح التصور، والتوصيف، والكمي للعمليات البيولوجية في الخلوية والمستويات التحت خلوية. الطب النووي هو التخصص الأمثل للتكيف مع النظام الجديد في الطب الجزيئي، بسبب تركيزه على وظيفة واستخدامه من وكلاء التصوير التي هي محددة لعملية معينة المرض[1].

### التاريخ
تاريخ الطب النووي غني بمساهمات العلماء الموهوبين في مختلف التخصصات في علوم الفيزياء والكيمياء والهندسة والطب. الطابع المتعدد لتخصصات الطب النووي يجعل من الصعب على المؤرخين الطبية تحديد تاريخ ولادة للطب النووي. والأرجح أن هذا يمكن أن يكون في وضع أفضل بين اكتشاف النشاط الإشعاعي الاصطناعي في عام 1934 وإنتاج النويدات المشعة من قبل مختبر أوك ريدج الوطني لاستخدام الأدوية ذات الصلة، في عام 1946. [2]
ويرى كثير من المؤرخين اكتشاف النظائر المشعة المنتجة اصطناعيا بواسطة فريديريك جوليو كوري، وإيرين جوليو كوري في عام 1934 بوصفه معلما بالغ الأهمية في الطب النووي [3]. في شباط / فبراير 1934، تم الإبلاغ عن إنتاج أول منتج اصطناعي للمواد المشعة في مجلة نيتشر، بعد اكتشاف النشاط الاشعاعي في رقائق الألومنيوم التي تم إعدادها مع المشع البولونيوم المشع. عملهم البناء عليها في وقت سابق من الاكتشافات بواسطة Wilhelm Konrad Roentgen عن الأشعة السينية، وهنري بيكريل لأملاح اليورانيوم المشع، وماري كوري (والدة إيرين كوري) لالثوريوم المشعة البولونيوم واختراع مصطلح «النشاط الإشعاعي». درسTaro Takemi تطبيق الفيزياء النووية للطب في 1930s. تاريخ الطب النووي لن يكون كاملا من دون الإشارة إلى هؤلاء الرواد في وقت مبكر.
واكتسب الطب النووي اعتراف العامة كتخصص في 7 ديسمبر 1946 عندما تم نشر مقالة في مجلة الرابطة الطبية الاميركية Sam Seidlin. المقالة وصفت المقالة العلاج الناجح لمريض مصاب بسرطان الغدة الدرقية باستخدام اليود المشع (أنا - 131). ويعتبر العديد من المؤرخين هذه هي المقالة الأكثر أهمية من أي وقت مضى التي نشرت في الطب النووي. [4] على الرغم من أن استخدام أنا - 131فى وقت مبكر خصص للعلاج من سرطان الغدة الدرقية، واستخدامه في وقت لاحق تم توسيع نطاقها لتشمل التصوير الغدة الدرقية، وتحديد حجم وظيفة الغدة الدرقية، والعلاج لفرط نشاط الدرق.
الاستخدام السريري للطب النووي بدء على نطاق واسع وبدأت في أوائل 1950s، وتوسيع المعرفة حول النويدات المشعة، والكشف عن النشاط الاشعاعي، واستخدام بعض العناصر المشعة لتعقب العمليات البيوكيميائية. عمل بنديكت كاسان في تطوير أول جهاز فحص مستقيمة وHal O. وAnger's كاميرا broadened the young discipline of Nuclear Medicine into a full-fledged medical imaging specialty.
في هذه السنوات للطب النووي، فإن النمو كان هائلا. وتشكلت جمعية الطب النووي في عام 1954 في سبوكان، واشنطن، الولايات المتحدة الأمريكية. في عام 1960 بدأت جمعية نشر في مجلة الطب النووي، ورئيس الوزراء المجلة العلمية للانضباط في أميركا. كانت هناك سلسلة من الأبحاث والتطوير الجديدة النويدات المشعة والمواد المشعة للاستخدام مع أجهزة التصوير in-vitro studies5.
من بين العديد من العناصر المشعة التي تم اكتشافها للاستخدام الطبي، أيا منهم لم يقل أهمية عن اكتشاف وتطوير التكنيتيوم - 99m. انها اكتشفت لأول مرة في عام 1937 من قبل جيم وهاء بيرييه Segre كعنصر مصطنعة لملء الفضاء رقم 43 في الجدول الدوري. كما أصبح تطوير نظام مولدات لإنتاج التكنيتيوم - 99m في 1960s أسلوبا عمليا للاستخدام الطبي. اليوم، التكنيتيوم - 99m هي العنصر الأكثر استخداما في الطب النووي ويعمل في مجموعة واسعة من دراسات الطب النووي والتصوير.
من 1970s معظم أعضاء الجسم يمكن تصوره باستخدام إجراءات الطب النووي في عام 1971، تاسست الرابطة الطبية الأمريكية المعترف بها رسميا الطب النووي كتخصص طبي. في عام 1972، أنشئ المجلس الأميركي للطب النووي، وتدعيم الطب النووي كتخصص طبي.
في 1980s ، صممت المواد المشعة لاستخدمها في تشخيص أمراض القلب. تطوير واحدة الفوتون التصوير الطبقي، في الوقت نفسه تقريبا، أدت إلى ثلاثي الأبعاد للقلب وإنشاء مجال النووية القلب.
و هناك مزيد من التطورات الأخيرة في مجال الطب النووي وتشمل اختراع أول انبعاث بوزيترون التصوير الطبقي الماسح الضوئي (PET) قدم ديفيد E. كوهلو روي ادواردز في أواخر 1950s. مفهوم الانبعاثات والتصوير المقطعي، تطورت فيما بعد إلى انبعاث فوتون واحد التصوير المقطعي (SPECT)، أدى عملهم إلى تصميم وبناء عدة صكوك للتصوير الشعاعي الطبقي في جامعة ولاية بنسلفانيا. للتصوير الشعاعي الطبقي تقنيات حديثة يجرى تطويرها في جامعة واشنطن في كلية الطب. هذه الابتكارات أدى إلى التصوير والاندماجمع النموذج SPECT وط م من قبل بروس هاسيغاوا من جامعة كاليفورنيا في سان فرانسيسكو (UCSF)، والدائرة الأولى / ط م من قبل دويتشه تاونسند من جامعة بيتسبورغ في عام 1998.
شهدت تصوير PET and PET/CT تباطؤ النمو في سنواتها الأولى نظرا لتكلفة هذه الطريقة، وشرط في الموقع أو سيكلوترون القريبة. ومع ذلك، في قرار إداري للموافقة على سداد التكلفة الطبية من الدائرة المحدودة والدانماركي / ط م التطبيقات في علم الأورام أدى إلى النمو الهائل والقبول على نطاق واسع خلال السنوات القليلة الماضية. PET/CT imaging الآن جزءا لا يتجزأ من تشخيص الأورام، وتنظيمه ومراقبة المعالجة.

### الوظيفة في مجال الطب النووي
أطباء الطب النووي هم المسؤولون أساسا عن تفسير التشخيص بالاشعة والطب النووي والعلاج من أمراض معينة، مثل السرطان وأمراض الغدة الدرقية والملطفة ألم العظام.
وهناك مجموعة متنوعة من الأسباب التي تجعل الأطباء يختارون أن يتخصصوا في الطب النووي. وأصبح بعضهم أطباء الطب النووي بسبب اهتمامهم في مجال الفيزياء النووية والتصوير الطبي. ربما يكون البعض الآخر تحول إلى الطب النووي بعد التدريب في تخصصات أخرى، وذلك بسبب ساعات العمل العادية (التي تصل في المتوسط حوالي 8 إلى 10 ساعة في اليوم). اختار آخرون الطب النووي بسبب فرص البحوث في الطب الجزيئي أو التصوير الجزيئي.
بغض النظر عن سبب اختيار الطب النووي، والأطباء عموما تجربة نووية فكريا بيئة العمل. إلا أنها غالبا ما تتفاعل مع غيرها من التخصصات في مجال الطب والتشاور حول مجموعة متنوعة من الحالات السريرية. تقاريرها تأثير على المريض الحصول على الرعاية السريرية. والطب النووي وتقرير الطبيب قد تنقذ مريضا من أكثر المتاعب أو إجراءات عالية المخاطر، و/ أو تؤدي إلى التشخيص المبكر للأمراض. أطباء الطب النووي يمكن أن تدعى للتشاور بشأن القضايا المعقدة أو ملتبسة السريرية. جانبا من المشاورات مع غيرها من الأطباء وأطباء النووية أيضا فرصة لتتفاعل مباشرة مع المرضى من خلال مختلف العلاجات الطب النووي (على سبيل المثال: I131 علاج الغدة الدرقية، والأورام اللمفاوية المعالجة الحرارية، والمسكنات ألم العظام والعلاج).
والحرمان من مهنة الطب النووي هو أنه يعاني من انخفاض معدل دوران العمل والصغيرة في سوق العمل، بسبب الطبيعة المتخصصة في المجال
عموما، في مجال الطب النووي قدمت العديد من الاطباء بوظيفة مرضية، مكافأة، وصديقة للأسرة.

### الطب النووي والإقامة / التدريب
والمعلومات الواردة أدناه مقتبسة من المجلس الأميركي للطب النووي (ABNM). لمزيد من المعلومات، يرجى الاطلاع http://www.acgme.org/acWebsite/navPages/nav_200.asp نسخة محفوظة 20 ديسمبر 2008 على موقع واي باك مشين.
التعليم المهني العام شرط في الولايات المتحدة الأمريكية: التخرج من كلية الطب التي وافقت عليها لجنة الاتصال في التعليم الطبي أو للجمعية الأميركية للكليات للطب التقويمي.
في الولايات المتحدة بعد انتهاء التدريب على درجة الدكتوراه في الطب النووي يمكن أن اقترب من ثلاثة مسارات مختلفة:
إذا كان الشخص قد نجح معتمد الأشعة الإقامة ثم إضافية سنة من التدريب في الطب النووي هو مطلوب أن تكون مؤهلة للحصول على شهادة ABNM.
إذا كان الشخص قد أكمل بنجاح الإقامة السريرية (مثل الطب الباطني، طب الأسرة، الجراحة، طب الأعصاب، الخ) ثم لمدة سنتين إضافيتين للتدريب في مجال الطب النووي هو المطلوب لتكون مؤهلة للحصول على شهادة ABNM متنها.
إذا كان الشخص قد أنجز بنجاح سنة واحدة في مرحلة ما بعد الدكتوراه التحضيرية للتدريب (التدريب) ثم ثلاث سنوات إضافية للتدريب في مجال الطب النووي هو المطلوب لتكون مؤهلة للحصول على شهادة ABNM متنها.

### تِقْنِيُّ الطِّبِّ النَّوَوَيِّ
المعلومات الواردة أدناه مقتبس من جمعية الطب النووي (الحركة الوطنية الصومالية) على موقع مهنة تقني. لمزيد من المعلومات والمتطلبات التعليمية، الرجاء راجع http://interactive.snm.org/index.cfm؟PageID=985&RPID=193
يعمل التقنى الفنى بشكل وثيق مع طبيب الطب النووي. بعض مسؤوليات التقنيون الأساسية هي:
إعداد وإدارة المركبات الكيميائية المشعة، والمعروفة باسم الصيدلية المشعة
تنفيذ إجراءات التصوير المريض باستخدام الإشعاع متطورة للكشف عن الأجهزة
إنجاز تجهيز الكمبيوتر وتحسين الصورة
تحليل العينات البيولوجية في المختبرات
توفير الصور وتحليل البيانات والمعلومات المريض إلى الطبيب لتفسير التشخيص.
أثناء إجراء التصوير، وتقنيين، ويعمل مباشرة مع المريض. التقنيون:
كسب ثقة المريض عن طريق الحصول على التاريخ ذات الصلة، واصفا هذا الإجراء، والإجابة على أية أسئلة
تراقب حالة المريض الجسدية أثناء الإجراء
تلاحظ أي مريض معين من التعليقات التي قد تشير إلى الحاجة لصور إضافية أو قد يكون من المفيد أن الطبيب في تفسير نتائج هذا الإجراء.
تقنيو الطب النووي يعملون في طائفة واسعة من المراكز الطبية، مثل
مجتمع المستشفيات
الجامعات والمستشفيات التعليمية والمراكز الطبية التابعة لها
العيادات الخارجية مرافق التصوير
المؤسسات الصحية العامة
الحكومية والخاصة ومعاهد البحوث.

### مصدر النظائر المشعة
نحو ثلثي المعروض العالمي من النظائر الطبية يتم إنتاجها في مختبرات الطباشير في نهر تشوك ريفر، اونتاريو، كندا. لجنة السلامة النووية الكندية أمرت مفاعل ناورو أن يغلق في 18 نوفمبر، 2007 لصيانة منتظمة وتحديث نظم السلامة للمعايير الحديثة. التحديث استغرق وقتا أطول من المتوقع في ديسمبر 2007و لذلك وقع نقص حاد في النظائر الطبية. الحكومة الكندية وافقت بالاجماع على قانون الطوارئ، والسماح للمفاعل لإعادة تبدأ في 16 كانون الأول 2007، وإنتاج النظائر الطبية للمتابعة.
والطباشير نهر مفاعل يستخدم لأشرق مع النيوترون ق المواد التي يتم إنتاجها بكميات كبيرة خلال انشطار من اليورانيوم 235. هذه النيوترونات تغيير نواة المواد المشع بإضافة النيوترونية، أو من خلال تقسيم ذلك في عملية الانشطار النووي. في المفاعل، واحدة من نواتج الانشطار من اليورانيوم هو الموليبدينوم - 99 التي يتم استخراج وشحنها إلى المخازن الصيدلانية إشعاعية في جميع أنحاء أمريكا الشمالية. مو - 99 بالإشعاع بيتا تسوس ق مع {0عمر افتراضى{/0} 2.7 أيام، وانتقل في البداية إلى ح - 99m، والتي يتم بعد ذلك استخراج (حلب) من بقرة "moly" (انظر تكنيتيوم - 99m مولد). وح - 99m ثم يتعفن أخرى، في حين داخل المريض، والإفراج عن فوتون غاما التي تم الكشف عنها بواسطة كاميرا جاما. ويتحلل إلى حالته أرضية للتعاون التقني - 99، التي هي غير مشعة نسبيا بالمقارنة مع ح - 99m.
والنظائر المشعة الأكثر شيوعا في الطب النووي - 18، لا يتم إنتاجها في أي مفاعل نووي، وإنما في acclererator دائرية تسمى سيكلوترون. وسيكلوترون يستخدم لتعجيل البروتون لقصف كثيف من النظائر المستقرة يا الأكسجين - 18. يا لل- 18 يشكل حوالي 0.20 ٪ من الأكسجين العادي (ومعظمهم يا - 16)، والتي كانت تستخرج. اف 18 ثم يتم عادة ما تستخدم لجعل FDG (انظر هذا الرابط لمزيد من المعلومات حول هذه العملية).
| isotope | symbol | Z  | T1/2   | decay | photons                        | β            |
| --- | ------ | -- | ------ | ----- | ------------------------------ | ------------ |
| Imaging: |        |    |        |       |                                |              |
| فلور-18 | 18F    | 9  | 110 m  | β+    | 511 (193%)                     | 0.664 (97%)  |
| غاليوم-67 | 67Ga   | 31 | 3.26 d | ec    | 93 (39%), 185 (21%), 300 (17%) | -            |
| كريبتون-81m | 81mKr  | 36 | 13.1 s | IT    | 190 (68%)                      | -            |
| روبيديوم-82 | 82Rb   | 37 | 1.27 m | β+    | 511 (191%)                     | 3.379 (95%)  |
| تكنيشيوم-99m | 99mTc  | 43 | 6.01 h | IT    | 140 (89%)                      | -            |
| إنديوم-111 | 111In  | 49 | 2.80 d | ec    | 171 (90%), 245 (94%)           | -            |
| يود-123 | 123I   | 53 | 13.3 h | ec    | 159 (83%)                      | -            |
| زينون-133 | 133Xe  | 54 | 5.24 d | β-    | 81 (31%)                       | 0.364 (99%)  |
| ثاليوم-201 | 201Tl  | 81 | 3.04 d | ec    | 69–83* (94%), 167 (10%)        | -            |
| Therapy: |        |    |        |       |                                |              |
| إتريوم-90 | 90Y    | 39 | 2.67 d | β-    | -                              | 2.280 (100%) |
| نظير اليود 131 | 131I   | 53 | 8.02 d | β-    | 364 (81%)                      | 0.807 (100%) |
| Z == atomic number, the number of protons; T1/2 = half-life; decay == mode of decay photons = principle photon energies in kilo-electron volts, إلكترون فولت، (abundance/decay) β = beta maximum energy in mega-electron volts, إلكترون فولت، (abundance/decay) β+ == β+ decay؛ β- = β- decay؛ IT = مصاوغ نووي؛ ec == اصطياد إلكترون * X-rays from progeny, زئبق، Hg |        |    |        |       |                                |              |

نموذجي في الطب النووي وتتضمن الدراسة الإدارة من النويدات المشعة إلى الجسم عن طريق الحقن في الوريد في صورة سائلة أو الكلي، في حين يقترن ابتلاع الطعام، واستنشاق الغاز أو الهباء الجوي، أو نادرا، وحقن من النويدات المشعة التي مرت بالتغليف الدقيق. بعض الدراسات التي تتطلب من وصفها للمريض خلايا الدم الخاصة مع النويدات المشعة (scintigraphy كرات الدم البيضاء وخلايا الدم الحمراء scintigraphy). معظم النويدات المشعة التشخيص تنبعث أشعة جاما ثانية، في حين أن الخلايا الضارة للخصائص جسيمات بيتا التي تستخدم في تطبيقات علاجية. المكرر النويدات المشعة للاستخدام في الطب النووي هي مستمدة من الانشطار أو عمليات الانصهار في المفاعل النووي ليالي، التي تنتج النظائر المشعة مع نصف حياة أطول، أو ليالي سيكلوترون، التي تنتج النظائر المشعة مع فترة تنصيف أقصر، أو الاستفادة من عمليات التحلل الطبيعي في
مولدات كهربائية مخصصة، أي الموليبدينوم / تكنيتيوم أو السترونتيوم / روبيديوم.
النويدات المشعة الأكثر استخداما في الوريد هي :
تكنيتيوم -99 م (تكنيتيوم - 99m)
اليود -123 و 131
الثاليوم -201
الغاليوم -67
الفلور -18 Fluorodeoxyglucose
اعتبر كريات بيضاء الإنديوم -111 ق
الأكثر شيوعا الغازي / النويدات الهباء الجوي هي :
زينون -133
كريبتون - 81m
تكنيتيوم - 99m Technegas
تكنيتيوم - 99m DTPA

### التحليل
النتيجة النهائية لعملية الطب النووي والتصوير هي مجموعة البيانات "" التي تضم واحدا أو أكثر من الصور. في متعدد الصور مجموعة من قواعد البيانات والصور قد يمثل التسلسل الزمني (ie. أو فيلم سينمائى) غالبا ما يسمى ب «دينامية» مجموعة البيانات، وبوابات القلب التسلسل الزمني، أو تسلسل المكاني حيث غاما كاميرا يتم نقل النسبي للمريض. SPECT (واحد فوتون واحد التصوير المقطعي) هي العملية التي نحصل من خلالهأعلى صور لأشعة غاما في الكاميرا الدورية لإنتاج صورة لشريحة "" من خلال المريض في موقف معين. مجموعة من شرائح متوازية شكل شريحة كومة، ثلاثية الابعاد لتوزيع النويدات المشعة في المريض.
وحاسوب الطب النووي قد يتطلب الملايين من الخطوط المشفرة المصدر لتوفير حزم التحليل الكمي لكل من تقنيات التصوير المحددة المتاحة في مجال الطب النووي.
الوقت متواليات الوقت يمكن تحليلها باستخدام نماذج الحركية مثل نموذج متعدد المقصورة أو Patlak plot

### جرعة الإشعاع
ألف مريض يخضع لإجراءات الطب النووي سوف يتلقى جرعة الإشعاع. في إطار المبادئ التوجيهية الدولية الحالية، يفترض أن أي جرعة الإشعاع، مهما كانت صغيرة، وتمثل خطر. والجرعات الإشعاعية تعطى للمريض في التحقيق في الطب النووي وتشكل خطرا صغيرا جدا من إحداث السرطان. في هذا الصدد هو مشابه للخطر من أشعة اكس التحقيقات إلا أن جرعة ويتم تسليم داخليا وليس من مصدر خارجي مثل جهاز أشعة سينية.
جرعة الإشعاع من التحقيق في الطب النووي ويتم التعبير عن جرعة فعالة مع وحدات من السيفيرت ق (تعطى عادة في ملي، ميليسيفرت). الجرعة الفعالة الناتجة عن التحقيق يتأثر مقدار النشاط الإشعاعي تدار في بكريل الضخمة ق (MBq)، والخصائص الفيزيائية للمواد الاشعاعية المستخدمة، وتوزيعها في الجسم ومعدل إزالة الألغام من الجسم.
الجرعات الفعالة يمكن أن تتراوح بين 6 ميكروسيفرت (0.006 ملي سيفرت) لمدة 3 MBq الكروم -51 إدتا قياس معدل كبيبي الترشيح إلى 37 ملي سيفرت ل150 MBq الثاليوم -201 غير محددة الورم التصوير الداخلي. المسح المشترك للعظم مع 600 من MBq تكنيتيوم - 99m - -MDP لديه الجرعة الفعالة من 3 ملي سيفرت (1).
سابقا، وحدات القياس وكانت كوري (كوري)، ويجري 3.7E10 بكريل، وأيضا 1.0 جرام من الراديوم (رع - 226)، وراد (الجرعة الممتصة من الإشعاع)، الذي حل محله الآن في الرمادي، والعينية (Röntgen يعادل رجل)، والآن استبدال السيفيرت. وراد والعينية هي أساسا ما يعادل تقريبا لجميع إجراءات الطب النووي، وإلا ألفا الإشعاع سوف ينتج ريم سيفرت أو أعلى قيمة، نظرا لنسبة أعلى بكثير من الفعالية البيولوجية (نفقات الميزانية العادية). بواعث ألفا هي في الوقت الحاضر نادرا ما تستخدم في الطب النووي، ولكنها كانت تستخدم على نطاق واسع قبل مجيء المفاعل النووي والتسريع إنتاج النظائر المشعة. المفاهيم التي ينطوي عليها التعرض للإشعاع على البشر هي التي يشملها مجال الصحة الفيزياء.